# Deborah Ahenkorah
Deborah Ahenkorah (Acra, Ghana, 21 de abril de 1987) es una activista y educadora ghanesa, cofundadora y directora ejecutiva de Golden Baobab, una empresa de carácter social que tiene como fin promover la literatura africana para niños. Estudió en el Bryn Mawr College, y ha sido nombrada por Echoing Green Fellowship como «una de las más innovadoras contribuciones al cambio en el mundo actual». Ahenkorah fue en 2013 una de las de New Voices Fellow en el Aspen Institute.

## Biografía
Deborah Ahenkorah nació y creció en Acra, Ghana. Estudió Bryn Mawr College donde ejerció como Copresidenta de la organización de estudiantes Bryn Mawr’s African Students’, fue también la Fundadora del proyecto Project Educate en África, consultora residente y también trabajo en la fundación Global Fund for Children y en Parlamento de la Unión Europea.
Ahenkorah fue también StartingBloc Fellow y participó en el Goldman Sachs Women’s Summit.